# Josephina Rummel
Josephina Rummel, född 12 maj 1812 i Manzanares, Spanien, död 19 december 1877 i Wiesbaden, var en tysk pianist. Hon studerade piano för sin far, Christian Rummel, varefter hon turnerade i Europa. Hon var samtidigt hovpianist i Wiesbaden. Josephina Rummel var syster till pianisten och kompositören Joseph Rummel och pianisten August Rummel, och faster till pianisten Franz Rummel.